# Typhlops agoralionis
Typhlops agoralionis är en ormart som beskrevs av Thomas och Hedges 2007. Typhlops agoralionis ingår i släktet Typhlops och familjen maskormar. Inga underarter finns listade i Catalogue of Life.
Denna orm förekommer i västra Haiti. Exemplar hittades vid 430 meter över havet. Individerna vistas i skogar. Honor lägger ägg.
Beståndet hotas av intensivt skogsbruk och av skogens omvandling till jordbruksmark. Utbredningsområdet är mycket begränsat. IUCN listar arten som akut hotad (CR).